# Магаротто, Луиджи
Луи́джи Магаро́тто (итал. Luigi Magarotto) — итальянский литературовед, славист, картвелолог.

## Биография
Профессор. Был руководителем отделения американистики, славистики и испанистики венецианского Университета Ка' Фоскари.
Картвелолог, автор переводов грузинской поэзии на итальянский язык.

## Почётные звания
- Иностранный член Национальной академии наук Грузии[1]
- Почётный доктор Тбилисского государственного университета имени Иванэ Джавахишвили («за выдающийся вклад в популяризацию Грузии и грузинского языка и укрепление грузино-итальянских культурных связей»)[1]